# 러두구

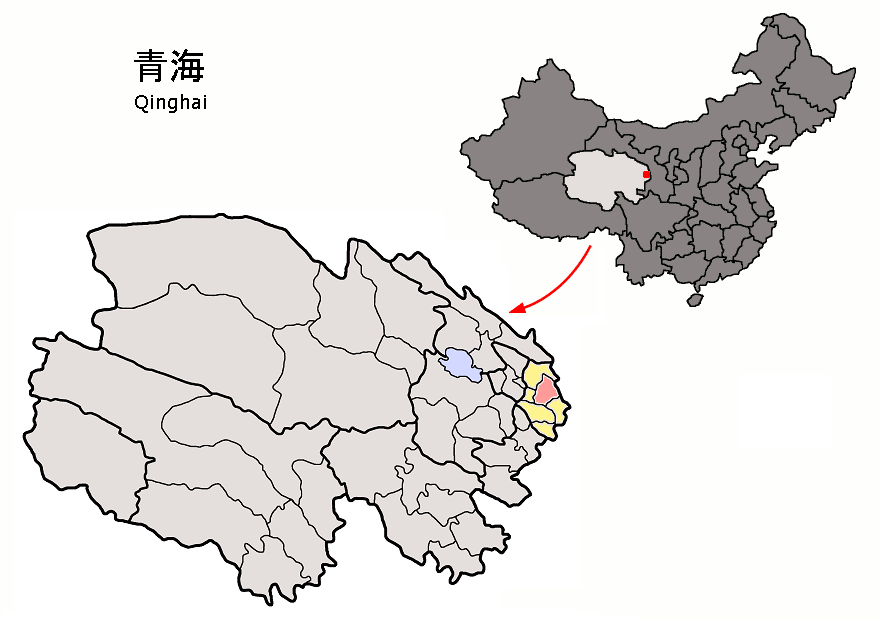
러두 구의 위치

러두구(한국어: 악도구, 중국어: 乐都区, 병음: Lèdū Qū)은 중화인민공화국 칭하이성 하이둥 시의 시할구이다. 넓이는 2821km2이고, 인구는 2007년 기준으로 290,000명이다.

## 행정 구역
7개 진, 9개 향, 3개 민족향을 관할한다.
- 진: 碾伯镇, 高庙镇, 瞿昙镇, 洪水镇, 雨润镇, 高店镇, 寿乐镇.
- 향: 城台乡, 峰堆乡, 共和乡, 中岭乡, 李家乡, 芦化乡, 马营乡, 马厂乡, 蒲台乡.
- 민족향: 下营藏族乡, 达拉土族乡, 中坝藏族乡.